# Irish
Irish is een nummer van The Cats dat in 1980 werd uitgebracht op de B-kant van The end of the show, toen de band inmiddels voor de tweede keer uit elkaar was gegaan.
De ballad is een van de weinige nummers die de drummer Theo Klouwer schreef. Alle drie nummers van zijn hand en ook het gezamenlijke nummer Silent breeze uit 1983 verschenen op een single (alle vier op de B-kant).
Net als The end of the show, die van de elpee Signed by The Cats uit 1972 afkomstig is, bestond ook Irish al enige tijd. Het werd namelijk voor het eerst uitgebracht op de elpee Take me with you uit 1970. Ook kwam het al drie maal op een verzamelalbum terecht, voordat het op de B-kant van deze single verscheen.